# Nationale Mandaatpartij
De Nationale Mandaatpartij (Indonesisch: Partai Amanat Nasional (PAN) is een politieke partij in Indonesië. De partij komt voort uit de Majelis Amanat Rakyat (MARA),  "Raad van het Volksmandaat", een beweging tijdens de reformasi tijdens het bewind van Soeharto.
De MARA is opgericht op 14 mei 1998 in Jakarta door 50 nationaal bekende personen, waaronder Amien Rais (ex-voorzitter van de Muhammadiyah), Goenawan Mohammad, Rizal Ramli en vele anderen. Op een bijeenkomst op 5-6 augustus 1998 komt men overeen de Partai Amanat Bangsa (PAB, "Mandaat-Partij van de Natie") te vormen, een naam die later veranderd wordt in Partai Amanat Nasional (PAN).
Amien Rais was in 2004 presidentskandidaat namens de PAN, maar hij viel af in de eerste ronde. Zowel in 2014 als 2019 steunde de PAN de kandidatuur van presidentskandidaat Prabowo Subianto, die beide keren verloor. Tussen de verkiezingen in stapte de PAN tijdelijk over naar de coalitie van president Joko Widodo, waarna Asman Abnur van 2016 tot 2018 minister van administratieve en bureaucratische hervorming was.